# بیلریا د ریخا
بیلریا د ریخا (به اسپانیایی: Viloria de Rioja) یک شهرستان در اسپانیا است که در استان بورگس واقع شده‌است.

## خصوصیات
بیلریا د ریخا ۷ کیلومترمربع مساحت و ۶۲ نفر جمعیت دارد.